# جمعیت هلال احمر برونئی
جمعیت هلال احمر برونئی(به انگلیسی: Brunei Darussalam Red Crescent Society) سازمانی بشر دوستانه بوده که در سال ١٩٩٧ تأسیس شده‌است.
مقر این سازمان در بندر سری بگاوان، پایتخت برونئی واقع شده‌است.